# غوستافو ألميدا دوس سانتوس
غوستافو ألميدا دوس سانتوس (بالبرتغالية: Gustavo Almeida dos Santos‏) هو لاعب كرة قدم برازيلي، ولد في 25 يوليو 1996 في ساو باولو في البرازيل.

## وصلات خارجية
- غوستافو ألميدا دوس سانتوس على موقع رابطة كرة القدم اليابانية للمحترفين (اليابانية)
- غوستافو ألميدا دوس سانتوس على موقع قاعدة بيانات كرة القدم.إي يو (الإنجليزية)
- غوستافو ألميدا دوس سانتوس على موقع Soccerway.com (الإنجليزية)